# Beatrice Agrifoglio
Beatrice Agrifoglio (Sansepolcro, 1º gennaio 1994) è una pallavolista italiana, palleggiatrice del Firenze.

## Carriera

### Club
Cresce nella Pallavolo Sansepolcro, con cui disputa il campionato di Serie D 2009-10. Nelle due stagioni successive gioca nel Trevi in Serie B1, mentre nell'annata 2012-13 veste la maglia del Casalmaggiore in Serie A2. Nella stagione 2013-14 con la squadra lombarda disputa il campionato di Serie A1, aggiudicandosi poi lo scudetto 2014-15.
Nella stagione 2015-16 viene ingaggiata dal Filottrano, in Serie A2, categoria dove resta anche per l'annata successiva giocando però per la VolAlto Caserta. Nella stagione 2017-18 è nuovamente al club di Filottrano, neopromosso in Serie A1, mentre per il campionato successivo si accasa all'Olimpia Teodora, in serie cadetta.
Nella stagione 2019-20 difende i colori della Cuneo Granda, in Serie A1, mentre nell'annata successiva firma per la Wealth Planet Perugia: tuttavia nella stagione 2021-22 torna al club di Cuneo, in cui milita per due annate. Per il campionato 2023-24 si accorda con il Firenze, sempre in Serie A1.

## Palmarès

### Club
- Campionato italiano: 1

2014-15